# Encuentro cercano

Imagen estilizada de un hombre siendo "absorbido" por un platillo volador.

En ufología u ovnilogía, un encuentro cercano es un evento en el cual una persona es testigo de la presencia de un objeto volador no identificado (OVNI) y, en ocasiones, de sus hipotéticos ocupantes.
Esta terminología y el sistema de clasificación que subyace en ella fueron inventados por el astrónomo y ufólogo estadounidense Josef Allen Hynek (1910-86), y apareció por primera vez en un libro escrito por él en 1972. En esa obra, introdujo los tres tipos básicos de encuentros posibles. Las categorías adicionales fueron agregadas posteriormente, pero no son aceptadas universalmente por todos los ufólogos.
El nombre de la película de Steven Spielberg, Close Encounters of the Third Kind ("Encuentros cercanos del tercer tipo", 1977), está basado en la escala original de Hynek.
Los avistamientos a más de 150 metros de distancia son clasificados como "discos diurnos", "luces nocturnas", "informes visuales o por radar", etc. Los menores a esa distancia se clasifican en los distintos subtipos de encuentros cercanos. Hynek, y posteriormente otros autores, argumentan que los encuentros cercanos auténticos deben darse a esa distancia aproximada como máximo, para así reducir y posteriormente eliminar la posibilidad de confusión con una aeronave convencional, o algún fenómeno meteorológico (como nubes de forma inusual) o sideral (como la caída de un meteorito o de una estrella fugaz).

## Clasificación original del primer tipo

### Encuentro cercano del primer tipo
Implica el avistamiento de uno o más objetos voladores no identificados en el cielo, los cuales pueden ser
- Platillos o discos voladores (u objetos volantes de forma de "cigarro" o "habano", etc.)
- Luces extrañas.
- Objetos aéreos que parecen ser demasiado avanzados como para proceder de tecnología humana.

### Encuentro cercano del segundo tipo
Corresponde a la observación de un OVNI, junto a evidencia física de su aterrizaje o, en su defecto, de efectos físicos sobre una superficie. Puede implicar:
- Calor o radiación.
- Daños al terreno o a la vegetación.
- Animales asustados.
- Parálisis humana.
- Interferencia a los motores (de automóviles, por ejemplo) o a la recepción de las ondas hertzianas provenientes de transmisiones radiales o de televisión abierta. En este último caso, el testigo puede llegar a experimentar una pérdida de tiempo.[4]

Se cree y atribuye (pese a que ha sido demostrado como falso) que los famosos círculos en los cultivos aparecidos en gran parte del mundo, sobre todo en Gran Bretaña desde fines de los años '80, pertenecen a esta categoría.

### Encuentro cercano del tercer tipo
Es la observación de un OVNI junto a entidades biológicas, llamadas originalmente seres animados por Hynek. Él escogió a propósito esa denominación relativamente vaga, evitando términos alternativos como "extraterrestres" o "alienígenas" y así no dar ninguna opinión personal no fundamentada acerca del origen o naturaleza de aquellos seres. Incluso Hynek escribió en su libro de 1972 que sentía disgusto por ese tipo de informes, pero que sin embargo sentía la obligación científica de incluirlos, ya que, si bien representaban una (pequeña) minoría de los encuentros alegados con ovnis, se trataba de un porcentaje mensurable de ellos.

#### Subtipos de Bloecher
El ufólogo Ted Bloecher propuso dividir los encuentros cercanos del tercer tipo de la escala original de Hynek en siete subtipos específicos.
- A: Una entidad biológica extraterrestre (EBE) observada dentro de un OVNI.
- B: Una EBE observada tanto dentro como fuera de su nave.
- C: Una EBE observada fuera del OVNI, no entrando ni saliendo del mismo.
- D: Observación de una EBE, pero sin poder divisar su nave. No obstante, este subtipo implica el reporte de actividad OVNI en el área en un momento cercano en el tiempo.
- E: Observación de una EBE, también sin divisar su nave. A diferencia del subtipo anterior, el D, no se debe haber reportado actividad OVNI en un momento cercano al del incidente en cuestión.
- F: No se avista nave ni entidad alguna, pero el sujeto experimenta algún tipo de comunicación inteligente, vía telepática o extrasensorial. (Equivale a lo que algunos autores posteriores a Hynek definen como "encuentro cercano del quinto tipo").
- G: Secuestro o "abducción[5]", por lo que, en este caso, este subtipo equivale directamente a un encuentro cercano del cuarto tipo.

Los subtipos D, E y F, al no incluir el avistamiento de nave alguna, pueden considerarse como no estrictamente relacionados al fenómeno OVNI.

## Extensión posterior de la escala de Hynek
Tras la muerte de Hynek, su colega, Jacques Vallee, expandió la escala a dos niveles más.

### Encuentro cercano del cuarto tipo
Este tipo se puede desdoblar en dos variantes.
- A La principal y más difundida, que involucra el secuestro de un ser humano por parte de supuestos seres extraterrestres.
- B La variante secundaria, en la que una persona voluntariamente aborda una supuesta nave alienígena.

### Encuentro cercano del quinto tipo
Creada por Steven M. Greer, del grupo CSETI, tras una recomendación de Jacques Vallee. Esta es tal vez la categoría más polémica y cuestionable (ya que es muy difícilmente contrastable), e involucra el contacto telepático consciente y voluntario con supuestas entidades biológicas extraterrestres. Quienes alegan haber realizado este tipo de comunicación mental o extrasensorial se autodenominan contactados.